# Waikura (rivière Hangaroa)
Pour les articles homonymes, voir Waikura (rivière Raukokore).
La rivière Waikura  (en anglais : Waikura River) est un cours d’eau du sud-ouest de la région de Gisborne dans l’Île du Nord de la Nouvelle-Zélande.

## Géographie
Elle s’écoule initialement vers le sud-est avant de tourner vers l’ouest pour atteindre la rivière Hangaroa à 30 km à l’ouest de la ville de Gisborne.